# Pasmo Magurskie
Pasmo Magurskie – pasmo górskie  w Beskidzie Niskim o szerokich grzbietach oraz łagodnych stokach, rozciągające się od Gorlic aż po górną Wisłokę. 
W jego skład wchodzą:
- Magura Wątkowska (846 m n.p.m.)
- Magura Małastowska (813 m n.p.m.)
- Mareszka (801 m n.p.m.)
- Dziamera (757 m n.p.m.)
- Uherec (706 m n.p.m.).
- Obocz (627 m n.p.m.)